# Широков, Кирилл Константинович
Кири́лл Константи́нович Широ́ков (родился 26 марта 1960 года в Ленинграде) — российский и канадский музыкант, композитор, аранжировщик, продюсер.

## Биография
Кирилл Широков родился 26 марта 1960 года в Ленинграде.
В 1983 году окончил Ленинградский государственный политехнический институт (факультет технической кибернетики ФТК).
Осенью 1978 года, будучи на втором курсе, Кирилл присоединился в качестве клавишника и певца к музыкальной группе «Сполохи», которая двумя годами раньше образовалась на физико-металлургическом факультете ЛПИ. Впоследствии участвовал в музыкальных коллективах «Календарь», «Продолжение следует», «Балерина». С 1988 года — Кирилл Широков был в составе группы «Собрания сочинений», которая чуть позже принимала участие в записи сольного альбома Максима Леонидова, покинувшего группу «Секрет». В 1990-е годы Кирилл Широков работал в качестве аранжировщика с такими исполнителями, как Михаил Боярский, Ирина Понаровская, Марина Капуро, Виктор Резников (аранжировал хит В. Резникова «Don’t Stop Now» («Домовой»), который 17 месяцев продержался на пятом месте в мировом чарте журнала «Billboard». Это был первый международный поп-хит, написанный в СССР). С 1990 года по 1992 год участвовал в русско-американском проекте «SUS». Затем Широков проявил себя и как композитор, написав в 1996 году для альбома Михаила Боярского «Рассказ подвыпившего бомбардира» несколько песен на стихи Валерия Скрипникова. Этот альбом был выпущен в 1998 году фирмой «Extraphone».
В 1998 году Кирилл Константинович эмигрировал в Канаду, где продолжил творческую деятельность в качестве продюсера. С 2000 года компания Широкова «Kiron Music Productions» в Торонто продюсирует музыкантов со всего мира. В 2009 году Кирилл Широков выступил в качестве органиста, аранжировщика, программиста, бэк-вокалиста и саунд-продюсера нового альбома Максима Леонидова «Дикая штучка».
Живёт и работает в Торонто.

## Фильмография

### Композитор
- 1996 — «Недотёпы» (короткометражный)[1]
- 2019 — «Встреча. Глазами ангелов» (короткометражный)

## Избранные песни
- «Рассказ подвыпившего бомбардира» (музыка Кирилла Широкова, слова Валерия Скрипникова), исполняет Михаил Боярский
- «Баллада о выборе» (музыка Кирилла Широкова, слова Валерия Скрипникова), исполняет Михаил Боярский
- «Баллада об одной дуэли» (музыка Кирилла Широкова, слова Валерия Скрипникова), исполняет Михаил Боярский
- «Водолазам» (музыка Кирилла Широкова, слова Валерия Скрипникова), исполняет Михаил Боярский[7]
- «Мой Невский» (музыка Кирилла Широкова, слова Алексея Римицана), исполняет Альберт Асадуллин
- «Реквием» (музыка Кирилла Широкова, слова Алексея Римицана), исполняет Альберт Асадуллин